# Pseudohypaspidius gravidus
Pseudohypaspidius gravidus är en skalbaggsart som beskrevs av Ohaus 1922. Pseudohypaspidius gravidus ingår i släktet Pseudohypaspidius och familjen Rutelidae. Inga underarter finns listade i Catalogue of Life.